# Walter Kaudern
Walter Alexander Kaudern, född 24 mars 1881, död 16 juli 1942, var en svensk etnograf. Han var gift med Teres Kaudern, de hade två söner och tog familjen med på sina forskningsresor.
Kaudern blev filosofie doktor 1910 och var tillförordnad intendent för Göteborgs museums etnografiska samlingar. Åren 1906–1907 och 1911–1912 företog han forskningsfärder till Madagaskar och 1916–1921 till Nederländska Indien, särskilt Celebes, varifrån han hemförde rika zoologiska, botaniska, antropologiska och etnografiska samlingar. Förutom naturvetenskapliga avhandlingar utgav Kaudern  reseskildringarna På Madagaskar (1913) och I Celebes obygder (2 band, 1921) samt det stora verket Ethnographical studies in Celebes (4 band, 1925–1929).

## Första resan till Madagaskar
1906 reste Kaudern till nordvästra Madagaskar, där han under 10 månaders vistelse skaffade material för sin doktorsavhandling om fortplantningsorganen hos insektsätare och halvapor. Han samlade även etnografiska föremål och växter. Han skrev aldrig någon reseskildring från denna resa, men i boken om den efterföljande resan återger han vissa episoder från denna första resa.
Resan dit gick med Sydafrikalinjens ångare Baltic till Durban. På Madagaskar bodde Kaudern hos den svenska konsuln och företagaren Thure Richmann i Majunga.

### Sainte Marie de Marovoay
En österrikare vid namn Sluszanski hade en kautschukfarm cirka 40 km öster om staden Marovoay kallad Sainte Marie de Marovoay. Denna hade Sluszanski grundat cirka 1900. Här fick Kaudern bo under en tid och han fick stor hjälp av Sluszanski och hans medhjälpare Janssens. Kaudern nämner i På Madagaskar att han gjorde en längre vandring i sällskap med en engelsman. Denna vandring gick från slätten söder om den urskog som låg söder om Sainte Marie de Marovoay fram till Marovoay. Han nämner även att han besökte byn Mevarano, söder om Ankarafantsikaplatån. I närheten av Majunga besökte han ett antal begravningsgrottor, platser som han återvände till under den andra expeditionen fem år senare. En av dessa platser var Katsepe.

### Åter till Sverige
På sommaren 1907 kom han åter till Sverige. Samlingarna och fotografierna från resan finns på Naturhistoriska museet, Göteborg, Världskulturmuseet i Göteborg och på Etnografiska museet, Stockholm.

## Andra resan till Madagaskar
Med ekonomiskt stöd av bland andra kronprins Gustaf Adolf reste Kaudern 1911 än en gång till Madagaskar, nu i sällskap med sin hustru Teres. Även denna gång gick resan till den nordvästra delen av ön men de gjorde även en avstickare till nordöstra delen av ön. Sonen Johan Valter föddes på Madagaskar i maj 1912. I reseskildringen "På Madagaskar" berättar Kaudern om sin tid på Madagaskar, framför allt från tiden under denna andra expedition till ön.
Förutom från kronprinsen fick han ekonomiskt stöd från Stiftelsen Lars Hiertas minne, direktör M. Lindahl och bankdirektör Fraenckel. Utrustning tillhandahölls av Riksmuseet och Gustaf Retzius bistod med antropometriska instrument. Under resan fick de mer finansiellt stöd av Kungliga vetenskapsakademien och SSAG.
Den 24 mars lämnade Transatlantics ångare Tasmania Fredrikstad med destination Durban. På grund av problem med bagaget blev de kvar i Durban under cirka en månad vilken de tillbringade hos Georg Adlersparre och hans fru. Under maj månad kom de till slut fram till Madagaskar och återigen fick Kaudern hjälp med boende av Thure Richmann i Majunga. I Tamatave fick han bo hos Christian Bang.

### Sainte Marie de Marovoay
Under denna andra resa återvände Walter till Sluszanskis farm Sainte Marie de Marovoay. De anlände i juli 1911. Härifrån gjorde Kaudern flera exkursioner i omgivningarna för att samla in djur. Lokalbefolkningen hjälpte till med detta och Kaudern beklagar sig i sin bok över hur ovarsamt de hanterar djuren.

### Etnografiska studier
I flera kapitel i boken På Madagaskar beskriver Kaudern de olika folkgrupperna i Sainte Marie de Marovoay och i omgivningarna i närheten. Det gäller bland annat sakalaver, antimorer, merina (Kaudern använder beteckningen hovafolket), sihanaker med flera. Han beskriver bland annat den materiella kulturen och tecknar av rismortlar och huskonstruktioner, något han även återkommer till under sina senare resor på Celebes. Men han redogör också för masnody vilka han kallar trollkarlar, sikilli (spåkonst) och för begreppet faddy vilket han liknar vid tabubegreppet.

### Den nordöstra delen av ön
I slutet av 1911 reste Walter och Teres till den nordöstra delen av Madagaskar. Här besökte de bland annat platserna Fandrarazana, Fenerive och den lilla ön Ile Sainte Marie. Under denna del av resan insjuknade både Teres och Walter och de fick hög feber.

### Svenska botaniska expeditionen
I mars 1912 kom ytterligare en expedition till Madagaskar, den svenska botaniska expeditionen. Expeditionen utgjordes av två andra svenskar, Karl Afzelius och Björn Palm och de kom också till Majunga. Under en tid bodde paret Kaudern och Afzelius och Palm tillsammans i ett hus strax utanför Mahajanga i Anorombato. Kaudern beklagar sig över sin dåliga ekonomi vilket gör att han inte har möjlighet att genomföra de exkursioner som han önskade. Istället fick han utforska de närmaste omgivningarna runt Mahajunga vilket bland annat innebar att han kunde återbesöka de begravningsgrottor som fanns i närheten av Mahajunga. I ett avsnitt berättar Kaudern hur han under en exkursion med Afzelius och Palm vid ett tillfälle på egen hand smet iväg till begravningsgrottorna, smög förbi den närliggande byn Amparihingrido och fyllde en ryggsäck med kranier. En månad senare i maj reste han med Afzelius till Katsepe och besökte ytterligare begravningsgrottor och kunde samla in bland annat tre kranier. I slutet av juli åkte Kaudern till den lilla ön Mahakamby och därefter till Mahavavydeltat.

### Betsina
Under september reste Kaudern till Betsina intill sjön Kinkony, väster om Mahavavy-floden. Där fick han hjälp av en korsikan vid namn Caratini som bedrev handel i området.

### Hemkomsten
Den 5 november påbörjades hemresan med ångaren Natel vilken gick via Mayotte, Zanzibar, Mombasa, Djibouti, Port Said, Marseilles, Paris, Brussel och Berlin. Från Mombasa fick de sällskap av ett annat svenskt par, kapten Nyblom som tjänstgjort i Belgiska Kongo, och hans fru. De etnografiska samlingarna från denna expedition blev betydligt större än de från första resan. Precis som samlingarna från första expeditionen återfinns samlingarna på museer i Stockholm och Göteborg.

## Resan till Celebes
I december 1916 begav sig Walter Kaudern, med fru Teres och de två sönerna Sven Alexander och Johan Valter, ut på en expedition till Celebes (idag Sulawesi). Expeditionen finansierades återigen av kronprins Gustaf Adolf samt Axel A:son Johnson. Syftet var inledningsvis zoologiskt, men efter möte med öns människor ägnade sig Kaudern och Teres huvudsakligen åt att utforska kulturen och det dagliga livet. Kaudern återvände med fler än 3000 föremål, hundratals fotografier, teckningar och ritningar samt 15 oljemålningar vilka idag finns på Världskulturmuseet i Göteborg. Det vetenskapliga resultatet publicerades i serien Ethnographical studies in Celebes. Det zoologiska materialet från Sulawesi finns på Göteborgs Naturhistoriska Museum. Under resan samlades även föremål in på Java och Filippinerna.

### Norra Celebes, 1917-03–1918-05
Den 8 mars kom familjen till gruvsamhället Gurupahi (Goeroepahi). Här var de i tre månader. Den 25 juli reste de till en kaffeplantage vid Modajag. Från denna plats gjordes utflykter till sjön Danau Moat (Danausjön) och Manado. Tillsammans med herr Souman, besökte Kaudern bland annat byn Amurang och Tondanosjön. I december återvände familjen till Gurupahi där de firade jul.

### Mellersta Celebes 1918-05–1919-05
Vägen in till de centrala delarna av ön gick via kuststaden Palu (Paloe). Under det dryga år som familjen tillbringade i centrala Celebes hade de stor hjälp av missionärer från Frälsningsarmén som redan fanns på plats. Platser de besökte var bland annat Kalawara och Kulawi (Koelawi). Spanska sjukan härjade i området i slutet av 1918.

### Nordöstra Celebes 1919-05–1920-01
Platser som besöktes: Poso, Kuku (Koekoe), Tentena, Pososjön, Tomata, Luwuk (Loewoek), Sukon (Soekon) i Lamala, Molino. Lojnang (region), Banggaai (ö)

### Sydöstra Celebes, 1920-01–1920-06
Platser som besöktes: Buton (Boeton).

## Familj
Walter Kaudern var son till läroverksadjunkten och prästen Johan Magnus Larsson (1816–1892) och Johanna Margareta Berg(1844–1928). Han var bror till konstnären Josef Maximilian Kaudern och fotografen Johan Axel Konstantin Kaudern. Han gifte sig med Teres Andersson och de fick två söner, Walter Jr och Sven Alexander.